# WWF Fully Loaded
Fully Loaded – zakończony cykl gal profesjonalnego wrestlingu produkowanych w lipcu w latach 1998-2000 przez World Wrestling Federation i nadawanych na żywo w systemie pay-per-view. Pierwsza edycja Fully Loaded z 1998 była częścią cyklu gal In Your House. W 2001 zorganizowano galę Invasion, lecz od 2002 zrezygnowano z Fully Loaded na rzecz nowego cyklu gal Vengeance.

## Lista gal
| Gala                                      | Lokalizacja        | Arena                | Walka wieczoru                                                                                             |
| ----------------------------------------- | ------------------ | -------------------- | --- |
| Fully Loaded: In Your House 26 lipca 1998 | Fresno, Kalifornia | Selland Arena        | Kane i Mankind (c) vs. Stone Cold Steve Austin i The Undertaker Tag team match o WWF Tag Team Championship |
| Fully Loaded (1999) 25 lipca 1999         | Buffalo, Nowy Jork | Marine Midland Arena | Stone Cold Steve Austin (c) vs. The Undertaker First Blood match o WWF Championship                        |
| Fully Loaded (2000) 23 lipca 2000         | Dallas, Teksas     | Reunion Arena        | The Rock (c) vs. Chris Benoit Singles match o WWF Championship                                             |

## Wyniki gal

### 1998
Fully Loaded: In Your House – gala wrestlingu wyprodukowana przez World Wrestling Federation (WWF). Odbyła się 26 lipca 1998 w Selland Arena we Fresno w Kalifornii. Emisja była przeprowadzana na żywo w systemie pay-per-view. Była to dwudziesta trzecia gala w chronologii cyklu In Your House, a także pierwsza w chronologii cyklu Fully Loaded.
Podczas gali odbyło się dziewięć walk. W walce wieczoru Stone Cold Steve Austin i The Undertaker pokonali Kane’a i Mankinda o WWF Tag Team Championship. Odbył się również two-out-of-three falls match, w którym The Rock obronił WWF Intercontinental Championship kończąc pojedynek z Triple H’em po upływie limitu czasowego wynoszącego 30 minut.
| Nr                                 | Wyniki                                                                                                 | Stypulacje                                                       | Czas  |
| ---------------------------------- | --- | ---------------------------------------------------------------- | ----- |
| 1                                  | Val Venis pokonał Jeffa Jarretta (z Tennesseem Lee)                                                    | Singles match                                                    | 07:45 |
| 2                                  | D’Lo Brown (z The Godfatherem) pokonał X-Paca (z Chyną)                                                | Singles match                                                    | 08:26 |
| 3                                  | Faarooq i Scorpio pokonali Terry’ego Funka i Justina Bradshawa                                         | Tag team match                                                   | 06:49 |
| 4                                  | Mark Henry pokonał Vadera                                                                              | Singles match                                                    | 05:03 |
| 5                                  | The Disciples of Apocalypse (8-Ball i Skull) (z Paulem Elleringem) pokonali LOD 2000 (Hawka i Animala) | Tag team match                                                   | 08:50 |
| 6                                  | Owen Hart pokonał Kena Shamrocka                                                                       | Dungeon match z sędzią specjalnym Danem Severnem                 | 04:46 |
| 7                                  | The Rock (c) vs. Triple H (z Chyną) zakończyło się z wynikiem 1-1 po upływie limitu czasowego          | Two-out-of-three-falls match o WWF Intercontinental Championship | 30:00 |
| 8                                  | Jacqueline pokonała Sable przez dyskwalifikację                                                        | Konkurs bikini z Jerrym Lawlerem jako mistrz ceremonii           | –     |
| 9                                  | Stone Cold Steve Austin i The Undertaker pokonali Kane’a i Mankinda (c) (z Paulem Bearerem)            | Tag team match o WWF Tag Team Championship                       | 18:08 |
| (c) – mistrz/mistrzyni przed walką | |                                                                  |       |

### 1999
Fully Loaded (1999) – gala wrestlingu wyprodukowana przez World Wrestling Federation (WWF). Odbyła się 25 lipca 1999 w Marine Midland Arena w Buffalo w Nowym Jorku. Emisja była przeprowadzana na żywo w systemie pay-per-view. Była to druga gala w chronologii cyklu Fully Loaded.
Podczas gali odbyło się dwanaście walk, w tym trzy będące częścią niedzielnej tygodniówki Sunday Night Heat. Walką wieczoru był First Blood match o WWF Championship, w którym Stone Cold Steve Austin pokonał The Undertakera i obronił mistrzostwo. Oprócz tego Triple H pokonał The Rocka i stał się pretendentem do tytułu WWF Championship na gali SummerSlam, zaś Jeff Jarrett odebrał Edge’owi WWF Intercontinental Championship.
| Nr                                                                                            | Wyniki | Stypulacje | Czas  |
| --------------------------------------------------------------------------------------------- | --- | --- | ----- |
| 1H                                                                                            | Val Venis pokonał Joeya Absa                                                                                 | Singles match | 03:16 |
| 2H                                                                                            | The Godfather pokonał Meata                                                                                  | Singles match | 02:06 |
| 3H                                                                                            | Christian pokonał Viscerę                                                                                    | Singles match | 02:43 |
| 4                                                                                             | Jeff Jarrett (z Debrą) pokonał Edge’a (c)                                                                    | Singles match o WWF Intercontinental Championship | 13:20 |
| 5                                                                                             | The Acolytes (Faarooq i Bradshaw) pokonali The Hardy Boyz (Matta i Jeffa Hardy’ego) (c) oraz Michaela Hayesa | Acolyte Rules match o WWF Tag Team Championship | 10:59 |
| 6                                                                                             | D’Lo Brown pokonał Mideona (c)                                                                               | Singles match o WWF European Championship | 07:00 |
| 7                                                                                             | Big Boss Man pokonał Al Snowa (c)                                                                            | Hardcore match o WWF Hardcore Championship | 10:30 |
| 8                                                                                             | Big Show pokonał Kane’a                                                                                      | Singles match z sędzią specjalnym Hardcore Hollym | 08:18 |
| 9                                                                                             | Ken Shamrock pokonał Steve’a Blackmana                                                                       | Iron Circle match | 03:57 |
| 10                                                                                            | Road Dogg i X-Pac pokonali Mr. Assa i Chynę                                                                  | Tag team match o prawa do marki D-Generation X | 11:36 |
| 11                                                                                            | Triple H (z Chyną) pokonał The Rocka                                                                         | Fully Loaded Strap match wyłaniający pretendenta do WWF Championship na gali SummerSlam                                                                             | 19:23 |
| 12                                                                                            | Stone Cold Steve Austin (c) pokonał The Undertakera                                                          | First Blood match o WWF Championship Jeżeli Undertaker przegra, Vince McMahon zniknie z programów WWF Jeżeli Austin przegra, nie zawalczy więcej o WWF Championship | 16:00 |
| (c) – mistrz/mistrzyni przed walkąH – walka była transmitowana przed PPV na Sunday Night Heat | | |       |

### 2000
Fully Loaded (2000) – gala wrestlingu wyprodukowana przez World Wrestling Federation (WWF). Odbyła się 23 lipca 2000 w Marine Midland Arena w Buffalo w Nowym Jorku. Emisja była przeprowadzana na żywo w systemie pay-per-view. Była to trzecia i ostatnia gala w chronologii cyklu Fully Loaded.
Podczas gali odbyło się osiem walk. W walce wieczoru The Rock pokonał Chrisa Benoit i obronił WWF Championship. Ponadto Triple H pokonał Chrisa Jericho w Last Man Standing matchu, zaś Val Venis obronił WWE Intercontinental Championship pokonując Rikishiego w Steel Cage matchu.
| Nr                                 | Wyniki                                                                                        | Stypulacje                                                                            | Czas  |
| ---------------------------------- | --------------------------------------------------------------------------------------------- | ------------------------------------------------------------------------------------- | ----- |
| 1                                  | The Hardy Boyz (Matt i Jeff Hardy) i Lita pokonali T & A (Testa i Alberta) oraz Trish Stratus | Mixed tag team match                                                                  | 13:12 |
| 2                                  | Tazz pokonał Al Snowa                                                                         | Singles match                                                                         | 05:20 |
| 3                                  | Perry Saturn (z Terri) pokonał Eddiego Guerrero (c) (z Chyną)                                 | Singles match o WWF European Championship                                             | 08:10 |
| 4                                  | The APA (Faarooq i Bradshaw) pokonali Edge’a i Christiana (c) przez dyskwalifikację           | Tag team match o WWF Tag Team Championship                                            | 05:29 |
| 5                                  | Val Venis (c) (z Trish Stratus) pokonał Rikishiego                                            | Steel Cage match o WWF Intercontinental Championship                                  | 14:10 |
| 6                                  | The Undertaker pokonał Kurta Angle'a                                                          | Singles match                                                                         | 07:34 |
| 7                                  | Triple H (ze Stephanie McMahon-Helmsley) pokonał Chrisa Jericho                               | Last Man Standing match                                                               | 23:11 |
| 8                                  | The Rock (c) pokonał Chrisa Benoit (z Shane’em McMahonem)                                     | Singles match o WWF Championship Jeśli Rock zostanie zdyskwalifikowany, straci tytuł. | 22:09 |
| (c) – mistrz/mistrzyni przed walką |                                                                                               |                                                                                       |       |